# Paola Mori
Paola Mori (* 18. September 1928 in Italien; † 12. August 1986 in Las Vegas, Nevada, Vereinigte Staaten) war eine italienische Schauspielerin und Aristokratin. Sie war die dritte und letzte Ehefrau des Schauspielers Orson Welles.

## Leben und Karriere
Paola Mori wurde 1928 in einer italienischen Adelsfamilie geboren. Während des Zweiten Weltkriegs verbrachte sie acht Monate in einem Konzentrationslager. Ihr Vater, ein Oberst der italienischen Armee unter König Viktor Emanuel III., gehörte dem antifaschistischen Widerstand an.
1953 begann sie, sich eine Karriere als Filmschauspielerin aufzubauen und spielte Nebenrollen in mehreren italienischen Filmen.
1953 traf Mori Orson Welles und er besetzte sie als weibliche Hauptrolle in seinem Film Mr. Arkadin (1955). Moris Stimme wurde von Billie Whitelaw synchronisiert, um ihren italienischen Akzent zu verbergen.
Das Paar begann eine leidenschaftliche Affäre und heiratete auf Drängen ihrer Eltern. Die Hochzeitszeremonie des Paares fand am 8. Mai 1955 in London statt und ihre Tochter, Beatrice Welles, wurde am 13. November 1955 in New York geboren.
Mori und Welles wurden vom Journalisten Edward R. Murrow für die CBS-Fernsehsendung Person to Person interviewt, die im November 1955 ausgestrahlt wurde.
Nach ihrer Heirat spielte Mori nur noch in wenigen Projekten mit, die alle von ihrem Mann geleitet wurden, und zog sich dann ganz von der Schauspielerei zurück.
Sie unterstützte Welles bei The Trial, indem sie die Musik auswählte und in einer Nebenrolle auftrat. Mori erkundete Drehorte für Chimes at Midnight und Don Quijote. Sie half auch bei Kostümentwürfen für Chimes at Midnight. Der Co-Star des Films, Keith Baxter, sprach in seinen Memoiren My Sentiments Exactly aus dem Jahr 2002 über Moris Engagement bei Chimes at Midnight, ihre funkelnde Persönlichkeit und ihre Beziehung zu ihrem Ehemann. Er beschrieb Mori als den größten Einfluss auf Welles‘ Leben.
Ein Großteil von Welles‘ Film The Immortal Story aus dem Jahr 1968 wurde im Haus des Paares außerhalb von Madrid, Spanien, gedreht.
Mori und Welles zogen 1976 von Europa nach Sedona, Arizona. Sie lebten dort zwei Jahre lang, bevor sie ein Haus in Las Vegas kauften. Der Umzug nach Las Vegas verschaffte Welles einen einfacheren Zugang zu einem Flughafen.
Ihre Freundin, die Kolumnistin der Las Vegas Sun, Muriel Stevens, sagte über Mori: „Paola war eine Seltenheit – elegant, würdevoll, ohne Vortäuschung oder Allüren. Ihr Leben war privilegiert und glamourös gewesen. Aber Einfachheit war ihr Stil. Sie blieb von ihrem aristokratischen Hintergrund unbeeindruckt. Es war einfach das, was war. Sie war eine versierte Handarbeiterin. Ihre Geschenke waren immer handgefertigte Schätze. Und wenn Orson zu Hause war, kochte sie wunderbare Speisen für ihn. Sie durchstreifte die Stadt nach Köstlichkeiten. Es gefiel ihr, es ihm bequem und glücklich zu machen. Ich hatte noch nie eine prominente Frau wie sie getroffen.“
Gary Graver, Welles' Kameramann in den letzten fünfzehn Jahren seines Lebens, schrieb in einem gemeinsam mit dem Filmhistoriker Andrew J. Rausch verfassten Buch: „Das Paar war von Mitte der 1960er Jahre bis zu Welles‘ Tod im Jahr 1985 entfremdet.“ Seine Beschreibung steht jedoch im Widerspruch zu den Berichten von Stevens, Beatrice Welles, die sagt, ihre Mutter habe während eines Großteils der dreißigjährigen Ehe des Paares für ein liebevolles, stabiles Zuhause gesorgt; Welles‘ enger Freund, der Filmemacher Juan Cobos; und Baxter, sowie persönliche Korrespondenz von Mori, archiviert in der Bibliomediateca des Museo Nazionale del Cinema in Turin, Italien.
Mori saß neben ihrem Mann, als er im Februar 1975 mit dem Life Achievement Award des American Film Institute geehrt wurde.
In den frühen 1980er Jahren verbrachte Welles seine Zeit zwischen seinem Haus in Las Vegas mit Mori und ihrer Tochter und einem Haus in Los Angeles, das er mit Oja Kodar teilte, einer kroatischen Schauspielerin, mit der er in den 1960er Jahren immer wieder eine Beziehung begonnen hatte 1970er Jahre. Als Mori 1984 von Kodar erfuhr, warf sie Welles aus ihrem Haus in Nevada, und weder Mori noch Beatrice Welles sahen ihn die meiste Zeit seines letzten Lebensjahres, obwohl sie immer noch regelmäßig telefonierten. Beatrice erklärte: „Sie haben sich gegen Ende irgendwie getrennt, weil er eine Freundin hatte. Meine Mutter erfuhr davon und er bestritt es. Sie sagte ihm, er könne nach Hause zurückkehren, sobald er aufhörte, sie anzulügen. Das tat er nicht. Er kam im letzten Jahr seines Lebens nach Hause, aber er und meine Mutter telefonierten jeden Tag.“
In seinem Testament vermachte Welles Mori den Großteil seines Nachlasses, hinterließ Kodar jedoch sein Zuhause in Los Angeles und die Rechte an vielen seiner unvollendeten Filme. Seine Witwe stellte mehrere von Welles in seinen letzten Wochen unterzeichnete Verträge in Frage, die Kodar sehr zugutekamen und von seinem Anwalt nicht überprüft worden waren. Ein Jahr nach Welles' Tod wurde eine Einigung erzielt. Allerdings starb Mori vor der Unterzeichnung bei einem Autounfall. Moris Anteil am Nachlass wurde von Beatrice geerbt, die die Vereinbarung im Dezember 1986 abschloss.
Paola Mori hatte am 12. August 1986 in Las Vegas einen Autounfall, als ein von einem Freund der Familie gelenktes Auto in den Querverkehr geriet und auf eine Breitseite geriet. Sie starb einige Stunden später im Alter von 57 Jahren im Desert Springs Hospital in Las Vegas an Kopfverletzungen. Ihre Asche wurde in Rom begraben.

## Filmografie (Auswahl)
- 1952: Fanciulle di Iusso
- 1953: Le marchand de Venise
- 1953: Die Lust des Bösen (Febbre di vivere)
- 1954: Gekreuzte Klingen (Il maestro di Don Giovanni)
- 1955: Herr Satan persönlich (Mr. Arkadin)
- 1962: Der Prozeß (Le procès)
- 1972: Don Quixote